# Schwenheim
Schwenheim es una localidad y comuna francesa, situada en el departamento de Bajo Rin en la región de Alsacia. 
Limita al este con Furchhausen, al sureste con Wolschheim, al sur con Lochwiller, al sureste con Marmoutier y al noroeste con Otterswiller.

## Demografía
| 586 | 594 | 587 | 562 | 568 | 628 |
| Para los censos de 1962 a 1999 la población legal corresponde a la población sin duplicidades (Fuente: INSEE [Consultar]) |     |     |     |     |     |